# Volo Varig 820
Il volo Varig 820 era un volo passeggeri di linea internazionale dall'aeroporto di Rio de Janeiro-Galeão-Antônio Carlos Jobim, in Brasile, all'aeroporto di Londra-Heathrow, in Gran Bretagna, con scalo intermedio all'aeroporto di Parigi Orly, in Francia. L'11 luglio 1973, un Boeing 707 operante il volo effettuò un belly landing di emergenza su campi di cipolle a circa quattro chilometri da Orly, a causa del fumo nella cabina dovuto a un incendio sviluppatosi in un gabinetto. Le fiamme causarono 123 morti; solo in 11 sopravvissero (dieci membri dell'equipaggio e un passeggero).

## L'aereo e l'equipaggio
Il velivolo coinvolto era un Boeing 707, marche PP-VJZ, numero di serie 19841, numero di linea 683. Venne consegnato a Seabord World Airlines nel 1968 e ceduto a Varig il 31 marzo 1969. Era alimentato da 4 motori turboventola Pratt & Whitney JT3D-3B. Al momento dell'incidente, l'aereo aveva poco più di 5 anni. Aveva una capienza di 124 passeggeri ed era quasi al completo al momento della tragedia.
L'equipaggio a bordo del 707 era composto da quattro membri dell'equipaggio di condotta, quattro membri dell'equipaggio di riserva e nove assistenti di volo. L'equipaggio di condotta principale era composto dal comandante Gilberto Araujo da Silva, 49 anni, dal primo ufficiale Alvio Basso, 46 anni, dall'ingegnere di volo Claunor Bello, 38, e dal navigatore Zilmar Gomas de Cunha, 43 anni. Il capitano Araujo da Silva era molto esperto e aveva volato 17.959 ore, di cui 4.642 ore sul 707. Era molto esperto anche il primo ufficiale Basso, con 12.613 ore di volo, di cui 5.055 ore sul 707. Sia Bello che Gomas de Cunha erano anche aviatori di grande esperienza con 9.655 ore e 14.140 ore complessive rispettivamente; tra loro contavano 8.113 ore sul 707.
L'equipaggio di volo di riserva era composto dal comandante Antonio Fuzimoto, 45 anni, dal primo ufficiale Ronald Utermoehl, 23 anni, dall'ingegnere di volo Carlos Nato Diefenthaler, 38, e dal navigatore Salvador Ramos Heleno, 45 anni. Anche il capitano Fuzimoto era molto esperto, con 17.788 ore di volo totali, di cui 3.221 erano sul 707. Il primo ufficiale di soccorso Utermoehl era molto meno esperto, con sole 1.540 ore in totale, di cui solo 788 sul 707. L'ingegnere di volo di riserva Diefenthaler e il navigatore Heleno erano entrambi aviatori molto esperti, con 16.672 e 15.157 di volo ore, rispettivamente, e 17.859 ore totali tra loro sul 707.
L'equipaggio di cabina era composto dal capo commissario Joao Egidio Galleti, 33 anni, e gli assistenti di volo Edemar Gonçalves Mescarenas, 31, Carmelino Pires De Oliveira Jr, 31, Sergio Carvalho Balbino, 28, Luiz Edmundo Coelho Brandao, 26, Alain Henri Tersis, 26, Hanelore Danzberg, 34, Andrea Piha, 24, ed Elvira Strauss, 24.

## I passeggeri
La maggior parte dei passeggeri dell'aeromobile era brasiliana. Gli unici sopravvissuti erano nella cabina di pilotaggio e nelle prime file di sedili. Degli 11 sopravvissuti, 10 erano membri dell'equipaggio; l'unico passeggero sopravvissuto disubbidì alle istruzioni di rimanere al suo posto.
Tra le vittime vi erano:
- Filinto Müller, presidente del senato brasiliano;
- Agostinho dos Santos, cantante brasiliano;
- Jörg Bruder, velista olimpico;
- Júlio Delamare, giornalista sportivo brasiliano.

## L'incidente
I problemi del volo 820 iniziarono quando scoppiò un incendio in un gabinetto posteriore. I membri dell'equipaggio si spostarono nella parte anteriore dell'aereo verso le uscite di emergenza. Prima del belly landing, molti passeggeri erano già morti per avvelenamento da monossido di carbonio e inalazione di fumo. L'aeromobile atterrò in un campo a 5 chilometri dalla pista, con i flap estesi e il carrello abbassato.
Solo un passeggero sopravvisse; la maggior parte dei membri dell'equipaggio lasciò l'aereo dall'uscita di emergenza nella parte superiore della cabina di pilotaggio.

## Le indagini
Una possibile causa dell'incendio era che il contenuto del cestino dei rifiuti prese fuoco dopo che una sigaretta accesa venne gettata dentro. Di conseguenza, la FAA emise la direttiva 74-08-09 che richiedeva "l'installazione di cartelli che vietano il fumo nel gabinetto e lo smaltimento delle sigarette nei recipienti dei rifiuti; istituzione di una procedura per annunciare agli occupanti dell'aereo che è vietato fumare nei gabinetti; installazione di posacenere in determinati punti e ispezioni ripetitive per garantire il corretto funzionamento delle porte dei recipienti per i servizi igienici ".